# Villers-l’Évêque
Villers-l’Évêque (nld. Biscopweiler, wa. Viyé-l’-Eveke) – dzielnica (section) gminy Awans w Belgii, w Regionie Walońskim, w prowincji Liège, w okręgu Liège. 1 stycznia 2020 roku liczyła 1830 mieszkańców. Do 31 grudnia 1976 r. samodzielna gmina. 

## Demografia
Liczba mieszkańców, stan na 1 stycznia:
| Rok                | 1930 | 1947 | 1961 | 2020 |
| ------------------ | ---- | ---- | ---- | ---- |
| Liczba mieszkańców | 1051 | 1061 | 1031 | 1830 |